# Rangpur Riders
Die Rangpur Riders sind eine Cricketmannschaft in Rangpur. Das Franchise spielt seit der Saison 2013/14 in der Bangladesh Premier League (BPL).

## Geschichte
Rangpur wurde in der zweiten Saison zum BPL hinzugefügt. In der Spielerauktion für diese Saison konnte sich das Team unter anderem Nasir Hossain sichern. In der zweiten Saison 2013/14 hatte man die Chance sich für das Halbfinale zu qualifizieren, verlor jedoch das entscheidende Spiel gegen die Barisal Burners. Damit hatte man einen schlechteren direkten Vergleich zu den Duronto Rajshahi und schied so in der Vorrunde aus.
Nach einer zweijährigen Pause wurde ein neuer Franchise-Nehmer bestimmt und man fand I Sports, die sich für Rangpur entschieden.
Für die neue Saison konnten sie mit dem Recht der ersten Wahl bei der Spielerauktion Shakib Al Hasan verpflichten.
Die dritte Saison der BPL in 2015/16 lieferte für Rangpur einen guten Start. Man wurde Zweiter der Gruppe und war so für das Halbfinale qualifiziert. Dort musste man jedoch eine hohe Niederlage mit 71 Runs gegen die Comilla Victorians hinnehmen. Die zweite Chance zur Qualifikation bestand in der Vorschlussrunde, in der man allerdings gegen die Barisal Bulls mit 5 Wickets unterlag und so ausschied.
Der wichtigste Neuzugang bei der Spielerauktion für die neue Saison war der Pakistaner Nasir Jamshed, den sie mit dem Recht des ersten Picks verpflichteten. In der vierten Saison 2016/17 verloren sie im entscheidenden letzten Spiel gegen die Comilla Victorians, so dass sie sich mit dem fünften Platz zufriedengeben mussten.
Die fünfte Saison der BPL 2017/18 war eine erfolgreiche Saison für das Team. Zunächst schlossen sie die Gruppenphase an vierter Position ab. Im Halbfinale spielten sie dann gegen die Khulna Titans, die sie dank eines 126* Runs Century durch Chris Gayle mit 8 Wickets gewinnen konnten. In der Vorschlussrunde gegen den Gewinner der Vorrunde Comilla Victorians war es dann ein Century von Johnson Charles über 105* Runs, dass sie mit einem 36 Runs Sieg ins Finale brachte. Dort war es dann wieder Chris Gayle mit einem Century über 146* Runs, der gegen die Dhaka Dynamites zum Erfolg beitrug. Mit einem Sieg über 57 Runs konnten sie so ihren ersten Titel sichern.
In der sechsten Saison der BPL 2018/19 erzielte Rangpur den ersten Platz in der Gruppenphase. Im Halbfinale trafen sie auf die Comilla Victorians und verloren mit 8 Wickets. Die zweite Chance für die Finalqualifikation hatten sie in der Vorschlussrunde, verloren dort aber deutlich mit 5 Wickets gegen Dhaka Dynamites.
Da sich das Bangladesh Cricket Board nicht mit den Franchise-Nahmern über einen neuen Vertrag einigen konnte, wurde das Franchise für die neue Saison direkt vom Verband geführt. Für die neue Saison sicherte sich das Team Mustafizur Rahman in der Spielerauktion. In der siegten Saison 2019/20 scheiterten sie in der Gruppenphase, als sie den sechsten Platz belegten.

## Abschneiden in der BPL
Das Team schnitt in der BPL wie folgt ab:
| Jahr    | Spiele | Siege | Niederlagen | No Result | Endplatzierung (Vorrunde) |
| ------- | ------ | ----- | ----------- | --------- | ------------------------- |
| 2013/14 | 12     | 5     | 7           | 0         | Vorrunde (5/7)            |
| 2015/16 | 10     | 7     | 3           | 0         | Halbfinale (2/6)          |
| 2016/17 | 12     | 6     | 6           | 0         | Vorrunde (5/7)            |
| 2017/18 | 12     | 6     | 6           | 0         | Sieg (4/7)                |
| 2018/19 | 12     | 8     | 4           | 0         | Halbfinale (1/7)          |
| 2019/20 | 12     | 5     | 7           | 0         | Vorrunde (6/7)            |